# Nupserha variabilis
Nupserha variabilis är en skalbaggsart som beskrevs av Charles Joseph Gahan 1894. Nupserha variabilis ingår i släktet Nupserha och familjen långhorningar.
Artens utbredningsområde är Myanmar. Inga underarter finns listade i Catalogue of Life.